# Экзаптация
Экзаптация — принцип мультифункциональности и эволюции органов путём смены функций (закон смены функций Антона Дорна).
В эволюционной биологии — процесс, посредством которого формы или структуры, развившиеся в ходе эволюции, чтобы выполнять одну функцию, кооптируются, чтобы обслуживать другие функции.
Классический пример экзаптации: оперение птиц первоначально использовалось для регуляции температуры, в дальнейшем оно было адаптировано для полета. 
Термин был введен в 1982 году американскими учеными Стивеном Гулдом и Элизабет Вэрба (Elisabeth Vrba), до этого применялся термин преадаптация, носивший в значительной степени телеологический характер.